# Декабристы (роман)
Декабристы — неоконченный роман Льва Николаевича Толстого.

## История
Роман писался в 1860-1861 годах. Был впервые опубликован в 1884 году в сборнике «XXV лет», СПб., — изданном в честь юбилея «Общества для пособия нуждающимся литераторам и ученым (литературный фонд)». Одним из учредителей фонда был Л.Н. Толстой.
Главы романа писались на основании архивных материалов, поставщиком которых стал прежде всего М. И. Семевский.

В 1892 году Толстого спросили (в присутствии П. А. Сергеенки), правда ли, что он хочет опять приняться за «Декабристов», — 
«Нет, я навсегда оставил эту работу, — ответил Лев Николаевич неохотно, —... потому что не нашел в ней того, чего искал, т. е. общечеловеческого интереса. Вся эта история не имела под собою корней».

## Сюжет
К 1861 году были написаны три главы, в которых действительно выведен декабрист Петр Иванович Лабазов, возвращающийся вместе с женой Натальей Николаевной, дочерью Соней и сыном Сергеем из сибирской ссылки в Москву. Впрочем, несмотря на лестную оценку Тургенева, дальше этих глав роман «Декабристы» не продвинулся.